# Горній град — Медвещак
Горній град — Медвещак, Верхнє місто — Медвещак (хорв. Gornji grad — Medveščak) — район міста Загреба, створений згідно зі Статутом Міста Загреба 14 грудня 1999 року. До складу району, крім Верхнього міста, входить Каптол і мікрорайони на північ від нього (зі східного і західного боку вулиці Медвещак).
Згідно з даними 2011 року, площа міської чверті становить 10.13 км2, а в її межах проживає 30 962 особи.
Район охоплює центральну частину міста Загреба, включно з центральною площею Бана Єлачича і Старим містом (Каптол і Градец), і межує з Нижнім містом на півдні, Максимиром на сході, районом Подслєме на півночі і Чрномерцем на заході.
Витягнутий з півночі на південь район, за винятком невеликої найпівденнішої частини, розташовується на схилах гори Медведниця. У південній частині району знаходиться Старе місто, забудова якого була завершена в ХІХ столітті, а його домінантою є Верхнє місто з Каптолом і Градецом — історичним ядром Загреба. Центральна і північна частина міської чверті забудована віллами і невеликими будинками на одну родину. Окрім культурно-історичного Верхнього міста, у районі знаходиться й безліч парків — Єленовац, Прекриж'є, Зеленгай, Тушканац, Орловац і Реметський каменяк.
Також на території району розташовується і найвідоміший загребський цвинтар — Мирогой.

## Мікрорайони Горнього града— Медвещака
- «Август Цесарець» (хорв. «August Cesarec»)
- Горній град (хорв. Gornji grad)
- Гупчева звієзда (хорв. Gupčeva zvijezda)
- «Іван Кукулєвич — Сакцинський» (хорв. «Ivan Kukuljević — Sakcinski»)
- Кралєвець (хорв. Kraljevec)
- Медвещак (хорв. Medveščak)
- Нова Вес (хорв. Nova Ves)
- Петрова (хорв. Petrova)
- Рибняк (хорв. Ribnjak)
- «Стєпан Радич» (хорв. «Stjepan Radić»)
- Шалата (хорв. Šalata)
- Тушканаць (хорв. Tuškanac)
- Вочарска (хорв. Voćarska)